# Гандбол на летних Олимпийских играх 2012 (составы, мужчины)
В соревнованиях по гандболу среди мужчин на летних Олимпийских играх 2012 приняли участие 12 команд по 15 человек.
Возраст и клубы игроков указаны на 27 июля 2012 года, когда начались соревнования.

## Группа B

### Хорватия
| Мужская сборная Хорватии по гандболу | Мужская сборная Хорватии по гандболу | Мужская сборная Хорватии по гандболу | Мужская сборная Хорватии по гандболу | Мужская сборная Хорватии по гандболу | Мужская сборная Хорватии по гандболу | Мужская сборная Хорватии по гандболу | Мужская сборная Хорватии по гандболу | Мужская сборная Хорватии по гандболу |
| №                                    | Имя                                  | Возраст и дата рождения              | Рост                                 | Клуб                                 | Игры                                 | Голы                                 |                                      |                                      |
| ------------------------------------ | ------------------------------------ | ------------------------------------ | ------------------------------------ | ------------------------------------ | ------------------------------------ | ------------------------------------ | ------------------------------------ | ------------------------------------ |
| 1                                    | Венио Лосерт (GK)                    | 25 июля 1976 (36 лет)                | 1,91 м                               | Адемар Леон                          |                                      |                                      |                                      |                                      |
| 25                                   | Мирко Алилович (GK)                  | 15 сентября 1985 (26 лет)            | 2,00 м                               | Веспрем                              |                                      |                                      |                                      |                                      |
| 4                                    | Ивано Балич                          | 1 апреля 1979 (33 года)              | 1,91 м                               | Загреб                               |                                      |                                      |                                      |                                      |
| 5                                    | Домагой Дувняк                       | 1 июня 1988 (24 года)                | 1,97 м                               | Гамбург                              |                                      |                                      |                                      |                                      |
| 6                                    | Блаженко Лацкович                    | 25 декабря 1980 (31 года)            | 1,96 м                               | Гамбург                              |                                      |                                      |                                      |                                      |
| 8                                    | Марко Копляр                         | 12 февраля 1986 (26 лет)             | 2,10 м                               | Загреб                               |                                      |                                      |                                      |                                      |
| 9                                    | Игор Вори                            | 20 сентября 1980 (31 год)            | 2,03 м                               | Гамбург                              |                                      |                                      |                                      |                                      |
| 10                                   | Яков Гоюн                            | 18 апреля 1986 (26 лет)              | 2,04 м                               | Загреб                               |                                      |                                      |                                      |                                      |
| 13                                   | Златко Хорват                        | 25 сентября 1984 (27 лет)            | 1,80 м                               | Загреб                               |                                      |                                      |                                      |                                      |
| 14                                   | Драго Вукович                        | 3 августа 1983 (28 лет)              | 1,94 м                               | Неттельштедт-Любекке                 |                                      |                                      |                                      |                                      |
| 20                                   | Дамир Бичанич                        | 29 июня 1985 (27 лет)                | 1,78 м                               | Шамбери                              |                                      |                                      |                                      |                                      |
| 21                                   | Денис Бунтич                         | 13 октября 1982 (29 лет)             | 1,99 м                               | Виве Тарге Кьелце                    |                                      |                                      |                                      |                                      |
| 26                                   | Мануэль Штрлек                       | 1 декабря 1988 (23 года)             | 1,84 м                               | Загреб                               |                                      |                                      |                                      |                                      |
| 27                                   | Иван Чупич                           | 27 марта 1986 (26 лет)               | 1,79 м                               | Рейн-Неккар Лёвен                    |                                      |                                      |                                      |                                      |
| 29                                   | Иван Нинчевич                        | 27 октября 1981 (30 лет)             | 1,84 м                               | Фюхсе Берлин                         |                                      |                                      |                                      |                                      |
| Главный тренер: Славко Голужа        |                                      |                                      |                                      |                                      |                                      |                                      |                                      |                                      |